# Львів (футбольний клуб, 1992)
Ця стаття про футбольний клуб, створений 1992 року. Про клуб, що існує з 2006 року, див. Львів (футбольний клуб)
«Львів» — колишній український футбольний клуб з міста Львова, що існував у 1992—2001 роках. Після найбільш успішного сезону 2000-01, коли команда посіла 5-те місце в Першій лізі і вдруге поспіль пробилася у чвертьфінал Кубка, клуб припинив існування. Його замінили «Карпати-2». Створений пізніше в 2006 році клуб «Львів» юридично був іншою організацією. В 2015 році була спроба відновити саме старий «Львів», проте в підсумку відновили клуб 2006 року.

## Історія

### Заснування (1992)
1992 року Михайло Вільховий, надалі тренер «Львова», звернувся до Ростислава Заремби з проханням організувати зустріч із банкірами, яких би міг зацікавити новий футбольний проєкт. Заремба на той час працював у «Карпатах» і намагався аналогічно залучити спонсорів для розвитку цього клубу, тому до процесу не долучився, проте запропонував Вільховому назву нового клубу («Львів»). За сприяння заступника голови львівської ОДА Ігоря Лещишина вдалося домовитися з Промінвестбанком, тож новий клуб виник як госпрозрахунковий підрозділ львівського відділення банку, яке тоді очолював Степан Самець. До створення клубу долучився також Ярослав Грисьо (директор футбольної школи СКА). Першу гру «Львів» провів 6 вересня 1992 в чемпіонаті Львова з командою «Орбіта», перемігши з рахунком 11:0.

### Підйом до Першої ліги (1993—1995)
Влітку 1993 року колектив став чемпіоном і володарем кубка Львова та абсолютним чемпіоном області. Цей успіх дозволив «Львову» репрезентувати місто в Перехідній лізі України, де клуб посів задовільне для підвищення 4-те місце. Паралельно клуб дебютував у кубку України, дійшовши до 1/16, де в першому матчі обіграв вищоліговий кременчуцький «Кремінь» 2:0 (втім вилетів після виїзної поразки). В цей час у команді грали такі досвідчені футболісти як Степан Юрчишин, Богдан Бандура і Михайло Кутельмах, а також іще молоді Іван Павлюх, Олег Ящук, Микола Лапко та Олег Гарас (один із найкращих бомбардирів в історії клубу, що в 2012 короткий час виступав за новий «Львів»). 
Ще під час виступів «Львова» у Перехідній лізі 1993-94 уряд України ухвалив рішення, за яким зокрема фінансування футбольних клубів банком стало забороненим. Постало питання про нового власника клубу і ним відтоді й аж до розформування в 2001-му став бізнесмен Олександр Діденко. Перед стартом сезону 1994-95 у Другій лізі команду очолив її колишній гравець Степан Юрчишин (який пізніше у 2007-2008 рр. вивів уже новий «Львів» у Прем'єр-лігу). Команда фактично виграла лігу, набравши однакову кількість очок із «Явором», і вийшла до Першої ліги. Таким чином за два сезони 1993/94 і 1994/95 років «Львів» подолав два футбольні дивізіони.

### Виступи у Першій лізі та Кубку України (1995—2001)

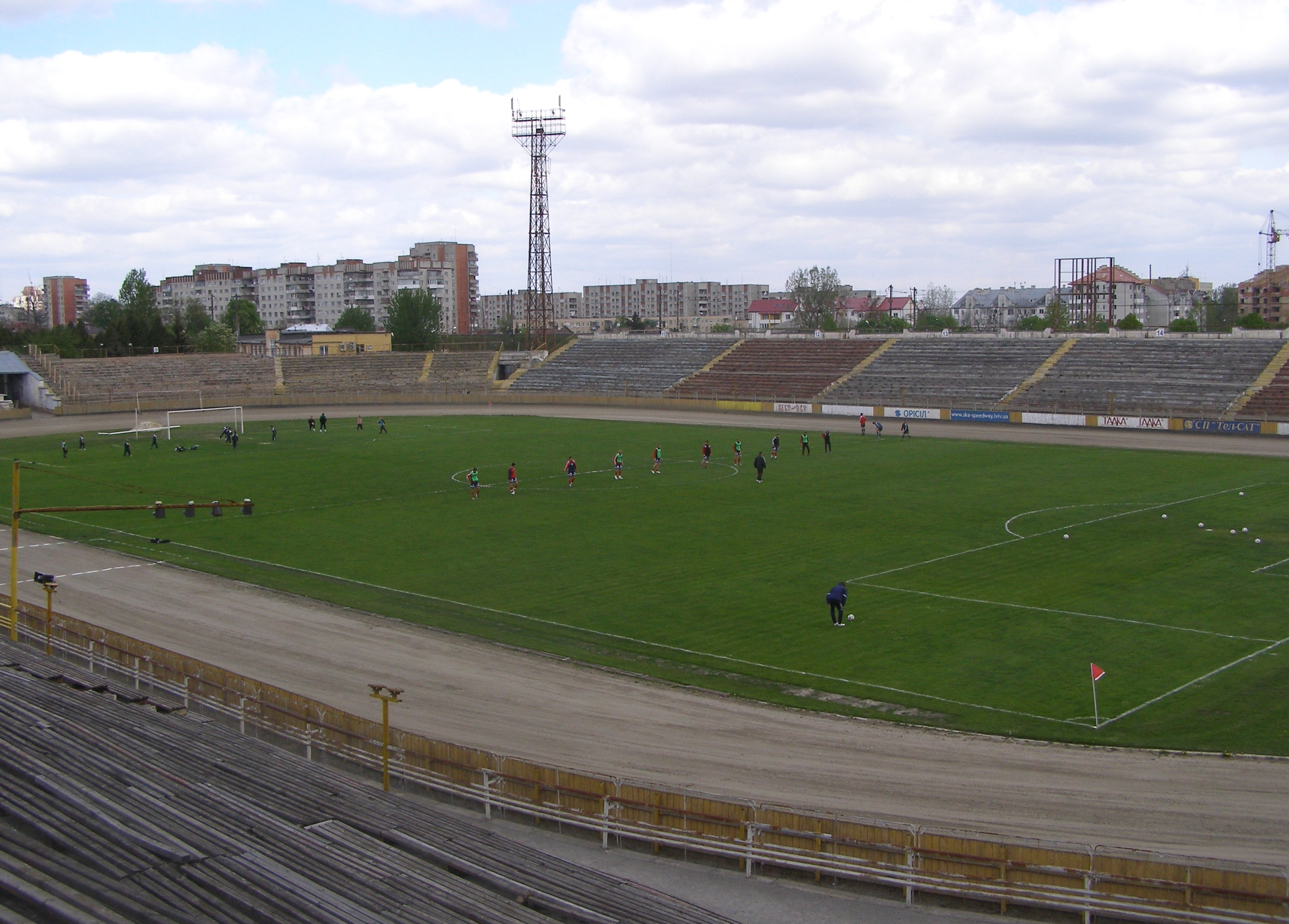
Стадіон СКА — основний стадіон «Львова» під час виступів у Першій лізі

Команда досить вдало виступала у Першій лізі (за винятком сезону 1997/98 років — 17 місце), посідаючи місця на верхніх щаблях турнірної таблиці (восьме — 1996/97, сьоме — 1998/99 та 1999/00, п'яте — 2000/01). В Кубку України найбільшими досягненнями команди були два поспіль виходи у чвертьфінал (1999-2000 та 2000-2001). Головними тренерами були Степан Юрчишин та Володимир Журавчак.
«Львів» мав нормальні стосунки з «Карпатами». Зокрема восени 1993 року на прохання «Карпат» їм передали лідерів тоді ще аматорського «Львова» — Івана Гамалія та Едуарда Валенка, а трохи раніше також Івана Павлюха. На початку 1999 року «Львів» делегував «Карпатам» увесь свій тренерський колектив, включно з лікарем та адміністратором.
В 2001 році, коли губернатором Львівської області став Михайло Гладій, а власником «Карпат» — Петро Димінський, «Львів» інтегрувався в структуру «Карпат», заповнивши нішу молодіжної команди, що продовжила виступи у Першій лізі як «Карпати-2». Діденко став віце-президентом «Карпат». Частина гравців і тренерського штабу «Львова» згодом працювала у золочівському «Соколі» та стрийській «Скалі», а після відновлення клубу в 2006 році — частина людей приєдналися до цього нового клубу: головний тренер Богдан Бандура, тренер Андрій Чіх, начальник команди Ігор Цюпа, директор клубу Ростислав Заремба, а також кілька футболістів — Артур Гриценко, Микола Баглай, Володимир Лукашук, Костянтин Деревльов, Ростислав Горецький, Мар'ян Марущак.

### Нові клуби (після 2006)
На пресконференції з приводу створення нового клубу «Львів» у 2006 році президент старого «Львова» Діденко і президент нового «Львова» Кіндзерський заявили, що юридично ці два клуби ніяк не пов'язані. Новий «Львів» дотримувався цієї політики до 2012 року, коли Кіндзерський покинув клуб. 2012 року на офіційному сайті з'явився матеріал про святкування 20-річчя клубу, підписаний спортивним директором Ростиславом Зарембою. Згодом рік заснування на емблемі було змінено з 2006 на 1992. Того ж року клуб припинив існування, проте дитячо-юнацька школа продовжила діяльність.
В листопаді 2015 року з ініціативи Заремби ФСК «Львів» (1992) подав заявку на виступи в Другій лізі сезону 2016-17. За словами Заремби, цей відновлений клуб є тим самим старим «Львовом», заснованим 1992 року, оскільки юридична особа «нікуди не зникала» (вона належить Діденку). Він також ще раз наголосив, що ФСК «Львів» не має нічого спільного з ФК «Львовом» Кіндзерського. Водночас головний спонсор дитячо-юнацької школи «Львова», що залишилася від клубу 2006 року, Роман Михайлів заявив, що нічого не знає про відновлення професійного клубу. Невдовзі Михайлів і Заремба знайшли спільну мову з цього питання і заявку ФСК «Львів» (1992) замінили заявкою ФК «Львів» (2006). Саме цей клуб і став учасником Другої ліги, а згодом перейшов у власність Богдана Копитка, який перевів його у Прем'єр-лігу на місце рівненського «Вереса».
Таким чином юридично «Львів» 1992 року не зник, але фактично футбольного клубу не існує. Відновлений «Львів» заперечує зв'язок із клубом 1992 року заснування.

## Статистика
Перехідна ліга:
| Сезон   | Місце  | Ігор | В  | Н | П | М'ячі | О  | Найкращий бомбардир       | Головний тренер   |
| ------- | ------ | ---- | -- | - | - | ----- | -- | ------------------------- | ----------------- |
| 1993/94 | 4 з 18 | 34   | 20 | 8 | 6 | 57−33 | 48 | Богдан Бандура — 15 голів | Михайло Вільховий |

Друга ліга:
| Сезон   | Місце  | Ігор | В  | Н | П | М'ячі | О  | Найкращий бомбардир     | Головний тренер |
| ------- | ------ | ---- | -- | - | - | ----- | -- | ----------------------- | --------------- |
| 1994/95 | 2 з 18 | 42   | 30 | 3 | 9 | 73−39 | 93 | Богдан Бандура — 21 гол | Степан Юрчишин  |

Перша ліга:
| Сезон   | Місце   | Ігор | В  | Н  | П  | М'ячі | О  | Кубок | Найкращий бомбардир                         | Головний тренер                                              |
| ------- | ------- | ---- | -- | -- | -- | ----- | -- | ----- | ------------------------------------------- | ------------------------------------------------------------ |
| 1995/96 | 11 з 22 | 42   | 18 | 8  | 16 | 55-42 | 62 | —     | Олег Гарас — 11 голів                       | Степан Юрчишин                                               |
| 1996/97 | 8 з 24  | 46   | 20 | 9  | 17 | 56-43 | 69 | 1/16  | Микола Лапко, Богдан Мазур — по 6           | Степан Юрчишин                                               |
| 1997/98 | 17 з 22 | 42   | 16 | 6  | 20 | 65-54 | 54 | 1/32  | Василь Леськів — 12                         | Степан Юрчишин                                               |
| 1998/99 | 7 з 20  | 38   | 15 | 12 | 11 | 58-43 | 57 | 1/8   | Андрій Мазур — 14                           | Степан Юрчишин (перше коло), Володимир Журавчак (друге коло) |
| 1999/00 | 7 з 18  | 34   | 13 | 12 | 9  | 34-31 | 51 | 1/4   | Андрій Мазур — 9                            | Володимир Журавчак                                           |
| 2000/01 | 5 з 18  | 34   | 17 | 7  | 10 | 40-31 | 58 | 1/4   | В'ячеслав Єфименко, Володимир Розлач — по 5 | Володимир Журавчак                                           |

## Рекордсмени «Львова» у чемпіонатах України

### Найбільше ігор у чемпіонатах України
| Місце | Футболіст              | Ігри | Роки виступів        |
| ----- | ---------------------- | ---- | -------------------- |
| 1.    | Тарас Павліш           | 223  | 1993—2000            |
| 2.    | Василь Леськів         | 218  | 1995—2001            |
| 3.    | Михайло Луцишин        | 198  | 1993—2000            |
| 4.    | Володимир Вільчинський | 196  | 1993—2000            |
| 5.    | Микола Лапко           | 167  | 1993—1997, 1998—2000 |
| 6.    | Андрій Клименко        | 159  | 1992—1993, 1996—2002 |
| 7-8.  | Богдан Мазур           | 149  | 1996—2001            |
| 7-8.  | Володимир Різник       | 149  | 1996—2001            |
| 9.    | Андрій Мазур           | 144  | 1996—2001            |

### Найбільше голів у чемпіонатах України
| Місце | Футболіст              | Голи | Роки виступів |
| ----- | ---------------------- | ---- | ------------- |
| 1-2.  | Богдан Бандура         | 36   | 1993—1995     |
| 1-2.  | Василь Леськів         | 36   | 1995—2001     |
| 3.    | Олег Гарас             | 35   | 1993—1996     |
| 4.    | Андрій Мазур           | 32   | 1996—2001     |
| 5-6.  | Михайло Луцишин        | 21   | 1993—2000     |
| 5-6.  | Володимир Вільчинський | 22   | 1993—2000     |

## Відомі футболісти
- Юрій Вірт (1995—1997)
- Мар'ян Марущак (1995—2000)
- Дмитро Семочко (1996—2000)
- /  Олег Ящук (1993—1994)